# Asino di Martina Franca
L'asino di Martina Franca, o asino martinese, è una razza di asino originaria della Puglia, tra il comune di Martina Franca e i territori di Alberobello, Locorotondo, Ceglie Messapica, Noci, Mottola e Massafra. È la più grande razza italiana di asino, nonché una delle otto razze asinine autoctone a limitata distribuzione riconosciute dal Ministero delle politiche agricole alimentari e forestali.

## Caratteristiche

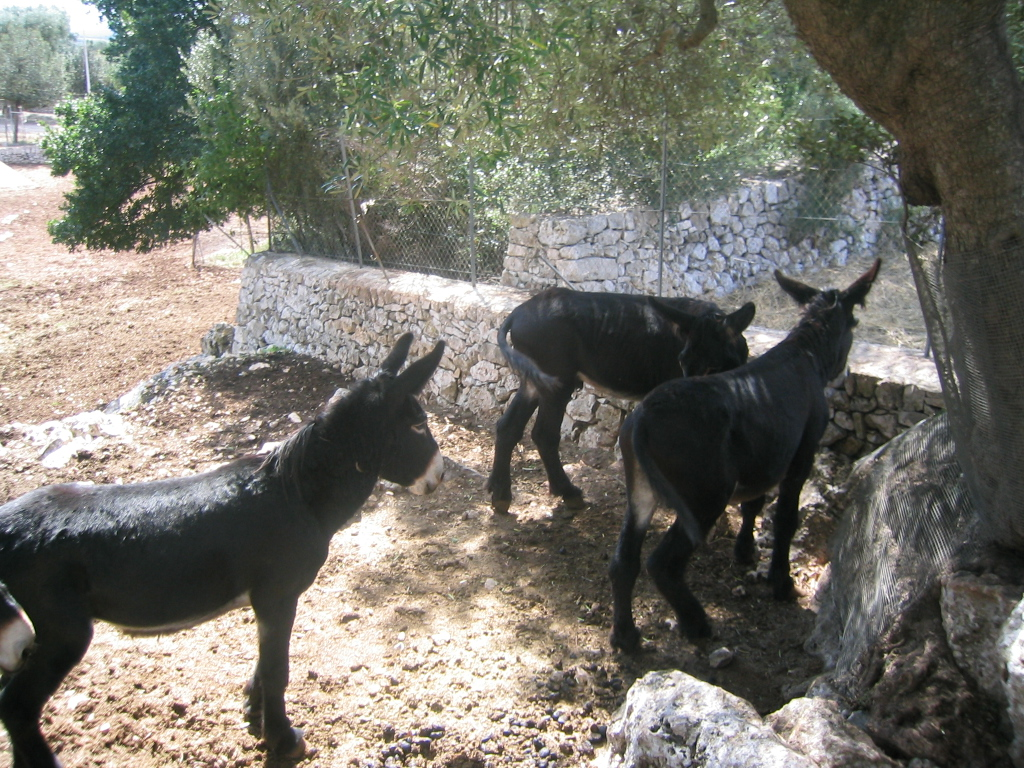
Alcuni asini di Martina Franca

Il manto dell'asino di Martina Franca si presenta di color morello o baio scuro, con ventre, interno-coscia, occhiali e muso grigi; le zone intermedie tra faccia e muso e tra faccia e occhiali sono focate.
L'asino di Martina Franca è famoso per la sua mole: alcuni maschi, infatti, superano i 160 cm al garrese. In media, tuttavia, l'altezza di un esemplare maschio si aggira tra i 140 ed i 150 cm, mentre quella delle femmine è compresa tra i 135 ed i 145 cm.
Le orecchie sono lunghe e larghe alla base, internamente molto pelose; il collo, soprattutto nei maschi, è molto muscoloso, così come il petto; il torace è profondo e forte; la groppa è larga e tondeggiante.
I piccoli nascono con un lungo, morbido pelame color baio, che cambieranno in previsione dell'inverno.

## Distribuzione e impieghi
Data la mole imponente, gli stalloni di questo asino sono largamente impiegati nella produzione di muli, in particolar modo del mulo martinese generato dall'ibridazione con le giumente di cavallo Murgese. Altrettanto frequente è l'utilizzo di questa razza come forza lavoro.
Il primo dopoguerra, data la sottrazione di numerosi esemplari da parte del Regio Esercito italiano durante la Grande Guerra, nonché l'utilizzo della maggior parte degli stalloni per la produzione di muli, vide questa razza sull'orlo dell'estinzione.
Il lavoro di selezione iniziò nel 1925, ad opera dell'Istituto di Incremento Ippico Regionale di Foggia a partire dai tre migliori stalloni disponibili: Colosseo, Bello e Marco, che diedero vita alle tre principali linee di sangue (quella derivata dallo stallone Marco si è recentemente estinta). A luglio 2019, erano registrati all'anagrafe equini 1280 esemplari.

## Storia
Molti affermano che l'asino martinese derivi dall'asino catalano, ma non esistono fonti certe al riguardo. È più probabile invece che questo animale derivi da una razza autoctona del Martinese, incrociata solo in seguito con l'asino catalano allo scopo di migliorarne le caratteristiche.